# Akamaru (wyspa)
Akamaru – zamieszkana wyspa z grupy Wysp Gambiera na Oceanie Spokojnym, w Polinezji Francuskiej. Akamaru położona jest około 9 km na południowy wschód od największej wyspy archipelagu Mangarevy.
Zamieszkana przez Polinezyjczyków w liczbie 12 stałych mieszkańców (2012), jej powierzchnia to 2,1 km². Na wyspie nie ma żadnych miejscowości, jednakże znajduje się tam zabytkowy kościół Notre-Dame de la Paix wybudowany w latach 1835–1862.

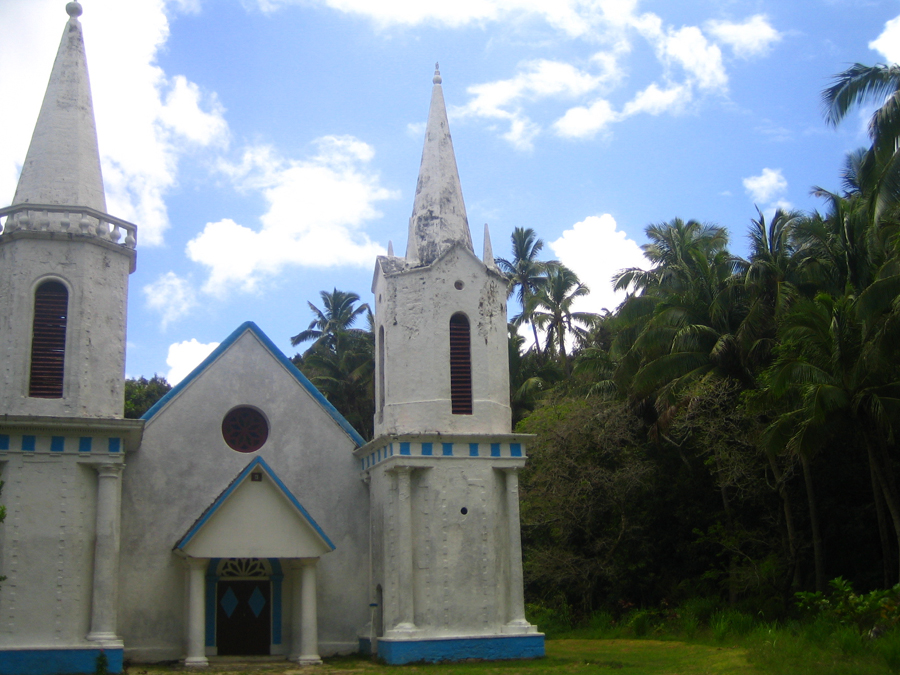
Notre-Dame de la Paix